# Frederick Septimus Kelly
Frederick Septimus Kelly (Sydney, 29 maggio 1881 – Beaucourt-sur-l'Ancre, 13 novembre 1916) è stato un canottiere britannico, nato in Australia.

## Biografia
Frederik nasce a Sydney, in Australia, dove frequenta la Sydney Grammar School. Bambino prodigio, impara in giovane età a suonare il Pianoforte A 12 anni viene mandato nel Regno Unito per proseguire gli studi all'Eton College dove si appassiona al Canottaggio. Dopo aver vinto una borsa di studio musicale, si trasferisce ad Oxford nel 1899 per studiare al Balliol College sotto l'ala di Ernest Walker. Ottenendo numerosi successi come vogatore in Inghilterra, viene convocato nella nazionale olimpica con la quale ha vinto la medaglia d'oro nel canottaggio alle Olimpiadi 1908 tenutesi a Londra, nella gara di Otto maschile con Albert Gladstone, Banner Johnstone, Guy Nickalls, Charles Burnell, Ronald Sanderson, Raymond Etherington-Smith, Henry Bucknall e Gilchrist Maclagan. Dopo le olimpiadi, prosegue la sua carriera musicale suonando nella London Symphony Orchestra e svolgendo una tournee in Australia. Con lo scoppio della Prima Guerra Mondiale, Frederik si arruola nella Royal Navy, con la quale combatté durante la Campagna di Gallipoli. Tornato brevemente a Londra, riparte per combattere sul Fronte Occidentale. Morirà durante la Battaglia della Somme, a Beaucourt-sur-l’Ancre durante un assalto ad una postazione della Deutsches Heer.